# アメリカ連合国副大統領
アメリカ連合国副大統領（アメリカれんごうこくふくだいどうりょう、英: vice president of the Confederate States）は、アメリカ連合国政府において大統領に次ぐ第2位の役職であり、大統領の代理人である。
副大統領を務めたのはアレクサンダー・スティーヴンズただ一人であり、1861年2月18日から1865年5月5日に連合国が崩壊するまでジェファーソン・デイヴィス大統領の下で務めていた。両者は臨時議会において選出されてから、1861年11月6日の大統領選挙で選出されるまで、臨時の役職者と見なされていた。

## 役職
アメリカ連合国憲法によれば、連合国の副大統領は、アメリカ合衆国の副大統領とほぼ完全に同一であった。
副大統領は大統領とともに選挙人団により選ばれた（合衆国の選挙人団を大いに模倣している）。選挙人は自身の州以外の出身の候補者に投票する必要があった。仮に過半数の票を勝ち取った候補者がいない場合、上院が得票数上位2人から副大統領を選ぶことになっていた。大統領と同じように、副大統領もまた、連合国で出生したか1860年12月20日以前にアメリカ合衆国で出生した市民であり、14年以上連合国に居住する必要があった。
アメリカ合衆国副大統領とアメリカ連合国副大統領の大きな違いは任期の長さであり、連合国副大統領の任期は6年であった。大統領は憲法により2期目への立候補が明確に禁止されていたが、副大統領はそうではなかった。仮に副大統領が任期途中で大統領に昇格した場合、その後、大統領として立候補できるかは不明であった。

## 職務
副大統領の第一の職務は、合衆国副大統領と同じように、上院を統括し、賛否同数の場合は決定票を投じることである。また、大統領職の継承順位は第一位であり、仮に大統領の死去、辞任、罷免が起こった場合、副大統領が大統領に昇格して残りの任期を全うすることになっていた。しかし、それは決して起こらなかった。
在任中、スティーヴンズ副大統領は、デイヴィス大統領と距離を置き、連合国の首都リッチモンドで過ごすことが少なくなった。成功しなかったが、副大統領は、アメリカ合衆国との外交ルートを維持し、交渉により戦争を終わらせようとしていた。また、大統領によりハンプトン・ローズ会議に連合国代表として派遣された。

## 歴代の副大統領
| 代数 | 肖像 | 副大統領                       | 出身州       | 在任期間                     | 政党   | 任期       | 前職                              | 大統領                     |
| ---- | ---- | ------------------------------ | ------------ | ---------------------------- | ------ | ---------- | --------------------------------- | -------------------------- |
| 1    |      | アレクサンダー・スティーヴンズ | ジョージア州 | 1861年2月18日 – 1865年5月5日 | 民主党 | 1 (1861年) | 下院議員 ジョージア州 第8地区選出 | ジェファーソン・デイヴィス |